# Zamudas de Jerusalém
Zamudas de Jerusalém, também chamado de Zambdas, Zabdas e Bazas, foi um bispo de Élia Capitolina, nome pelo qual a cidade de Jerusalém ficou conhecida após a Revolta de Barcoquebas. Há duas datas completamente divergentes sobre o período de seu episcopado, com fontes citando o período entre 276 e 283 e outras, 298 até 300 Ele foi o sucessor de Imeneu de Jerusalém.
Ele é venerado como santo e a sua devoção está conectada à lenda da Legião Tebana[carece de fontes?].